# Xarrë
Xarrë, Xarra – nadmorska miejscowość w południowej części Albanii, w okręgu Sarandë, obwodzie Wlora. Liczba mieszkańców miasta wynosi 2246. Burmistrzem jest Dhimitër Kote.